# Poul Mathias Thomsen
Poul Mathias Thomsen (født 21. maj 1955 i Aabenraa) er en dansk økonom, der siden 1982 har været ansat ved den Internationale Valutafond (IMF). Han var medlem af den såkaldte trojka, der forestod forhandlingerne om en hjælpepakke til Grækenland under finanskrisen.

## Karriere
I 1979 afsluttede han sit økonomistudium ved Københavns Universitet, hvor han var ansat fra 1979 til 1982.
Fra 1987 arbejdede han for IMF i (eks-)Jugoslavien, også under borgerkrigen fra 1991 til 1995. I 1990-1991 var han IMF-repræsentant i Beograd i Serbien. Mellem 1992 og 1996 ledte han IMF-missioner i Slovenien og Makedonien. Mellem 1996 og 1998 var Poul Thomsen leder af IMF-missionen i Rumænien, hvor han gennemførte forhandlinger om lønnedgang. Fra 1998 til 2000 ledte Poul Thomsen IMF-afdelingen i Rusland, mellem 2001 og 2004 var han IMF-seniorrepræsentant og chef for kontoret i Moskva.
Poul Thomsen er nu direktør i den europæiske afdeling af IMF, og i den egenskab ledte han direkte reformprocessen som følge af gældskrisen i Island, Grækenland, Portugal, samt i Ukraine og Rumænien. I alle tilfælde talte Poul Thomsen for en hurtig privatisering samt markant lønnedgang i den offentlige sektor.
I februar 2020 meddeltes det, at han ville gå på pension ved udgangen af juli samme år.